# Alfred Zawadzki

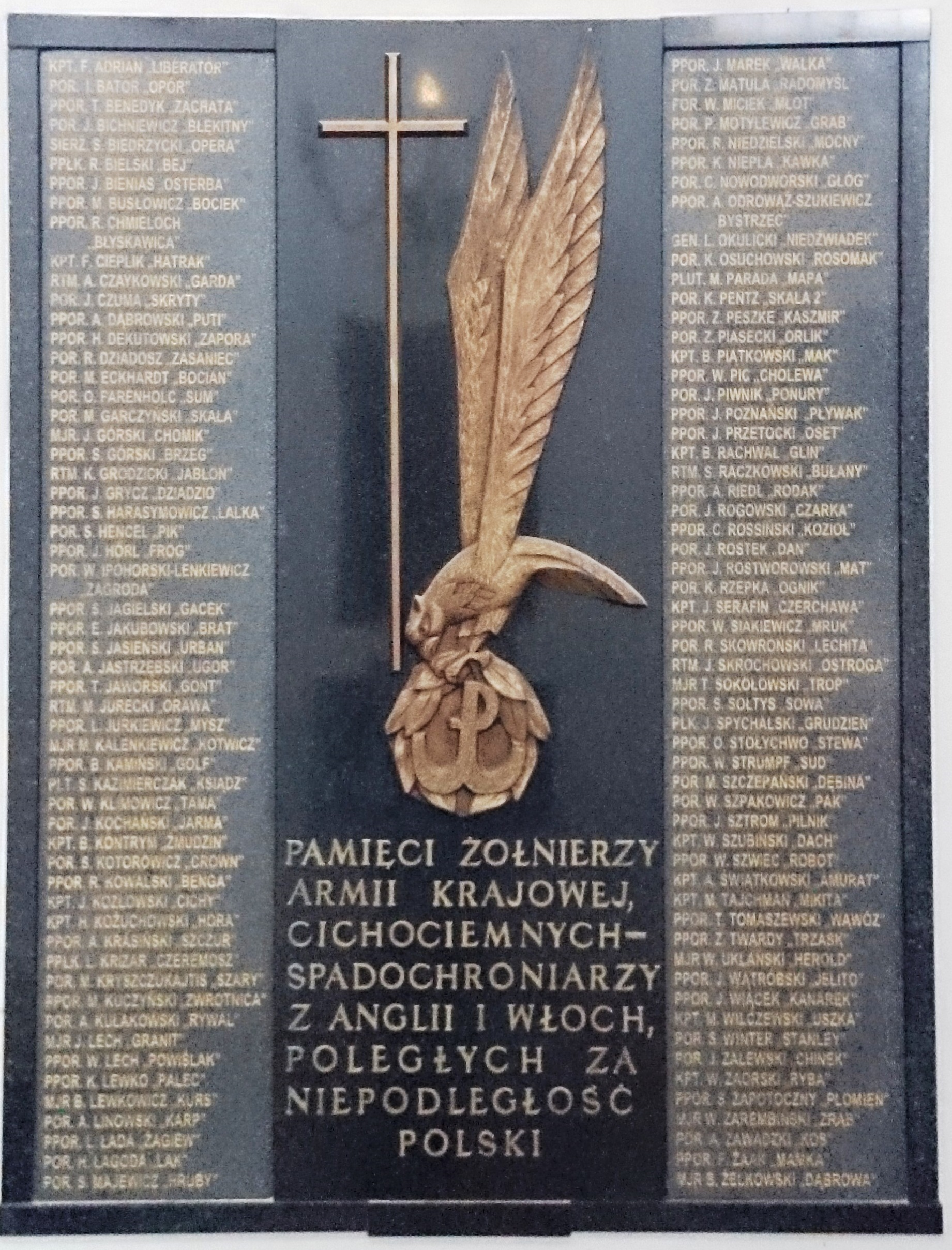
Tablica w kościele św. Jacka w Warszawie, upamiętniająca poległych cichociemnych, w tym Alfreda Zawadzkiego

Alfred Zawadzki vel Kazimierz Ostachowski vel Stanisław Staszowski pseud.: Kos, Blady (ur. 17 lipca?/30 lipca 1912 w Petersburgu, zm. w grudniu 1942 w Cieszynie) – oficer Wojska Polskiego, Polskich Sił Zbrojnych i Armii Krajowej, dyplomowany porucznik artylerii służby stałej, cichociemny.

## Życiorys
Był synem Karola, mechanika na kolei, i Heleny z domu Antosiewicz. W 1932 uzyskał maturę w Gimnazjum Państwowym im. Henryka Sienkiewicza w Sarnach. W 1933 rozpoczął naukę w Szkole Podchorążych Rezerwy Artylerii we Włodzimierzu Wołyńskim (6. bateria), a w następnym roku w Szkole Podchorążych Artylerii w Toruniu. Na stopień podporucznika został mianowany ze starszeństwem z dniem 15 października 1936 i 14. lokatą w korpusie oficerów artylerii. W marcu 1939 pełnił służbę w 1 pułku artylerii motorowej w Stryju na stanowisku dowódcy plutonu szkoły podoficerskiej.
W czasie kampanii wrześniowej walczył na stanowisku dowódcy 1. baterii 16 dywizjonu artylerii motorowej. Za udział w niej otrzymał Virtuti Militari. 19 września przekroczył granicę polsko-węgierską. Był internowany na Węgrzech. Po ucieczce w październiku dotarł do Francji, gdzie został skierowany do Ośrodka Artylerii w Camp de Coëtquidan. Od 1 grudnia służył jako oficer 1 baterii 1 Wileńskiego pułku artylerii lekkiej, następnie w Ośrodku Artylerii Motorowej, wreszcie po ukończeniu kursu oficerów obserwacyjnych służył w 1 baterii 1 pułku artylerii motorowej. Na stopień porucznika został mianowany ze starszeństwem z dniem 3 maja 1940 roku.
Po upadku Francji został ewakuowany do Wielkiej Brytanii, gdzie dostał przydział do 10. dywizjonu artylerii lekkiej. Po odbyciu stażu w jednostkach brytyjskich ukończył kurs Wyższej Szkoły Wojennej (I kurs na obczyźnie) uzyskując tytuł oficera dyplomowanego.
Zgłosił się do służby w kraju. Po przeszkoleniu w zakresie dywersji został zaprzysiężony 6 lutego 1942 roku w Oddziale VI Sztabu Naczelnego Wodza. Zrzutu dokonano w nocy z 8 na 9 kwietnia 1942 roku podczas akcji „Cravat” dowodzonej przez por. naw. Mariusza Wodzickiego (zrzut na placówkę odbiorczą „Łąka” położoną 10 km na południowy zachód od Łowicza). Po aklimatyzacji, w maju dostał przydział do Oddziału III Operacyjnego sztabu Okręgu Śląsk AK.
W grudniu 1942 roku został aresztowany  przez gestapo na dworcu kolejowym w Piotrowicach. Przewieziono go do siedziby gestapo w Cieszynie, gdzie go wkrótce zamordowano.

## Ordery i odznaczenia
- Krzyż Srebrny Orderu Wojennego Virtuti Militari – za kampanię wrześniową
- Krzyż Walecznych – czterokrotnie, w tym raz pośmiertnie, 11 marca 1943 roku.

## Upamiętnienie
W lewej nawie kościoła św. Jacka przy ul. Freta w Warszawie odsłonięto w 1980 roku tablicę Pamięci żołnierzy Armii Krajowej, cichociemnych – spadochroniarzy z Anglii i Włoch, poległych za niepodległość Polski. Wśród wymienionych 110. poległych cichociemnych jest Alfred Zawadzki.